# Curry (lenguaje de programación)
Curry es un lenguaje experimental de programación en lógica funcional, basado en el lenguaje Haskell, que combina elementos de programación funcional y programación lógica.
El programa es expresado a través de un conjunto de funciones expresados bajo ecuaciones o reglas.